# 威尼斯賽普勒斯
威尼斯賽普勒斯（希臘語：Κύπρος υπό Βενετική κυριαρχία）是指在1489年至1571年期間，威尼斯共和國在地中海東部賽普勒斯島的海外領地。其中在1489年，隨著賽普勒斯女王卡特琳娜·科納羅被迫退位，賽普勒斯王國滅亡。其後賽普勒斯島便由威尼斯共和國統治，成為後者的經濟殖民地和軍事要塞。在這時期，賽普勒斯島經濟以糖、棉花和酒的生產和出口為基礎。儘管該島經濟曾經得到威尼斯共和國資本支持而繁華，但是由於城市發展的停滯、與歐洲大陸貿易的減少、及農奴勞動效率低下，賽普勒斯島的經濟逐漸衰弱。
由於面臨到鄂圖曼帝國併吞的威脅日益增加，威尼斯共和國相當重視島上堡壘、橋梁、道路等軍事基礎設施的建設發展。在外交方面，威尼斯共和國還曾經試圖利用北部鄂圖曼帝國與南部埃及之間的矛盾。不過在這期間，信仰東正教會的希臘人口和信仰天主教會的少數威尼斯人口之間的衝突也日益加劇。到了1571年，隨著第四次鄂圖曼威尼斯戰爭爆發，鄂圖曼帝國軍隊在圍困賽普勒斯島數個月後，佔領該島三座堡壘。隨後鄂圖曼帝國將賽普勒斯併入領土，成為其在義大利的一省。